# Santa Efigênia Me
O Santa Efigênia Me é um portal com um conjunto de mais de 500 lojas situadas na Santa Ifigênia, na Zona Central de São Paulo, importante artéria comercial da cidade de São Paulo.
Desenvolvido para otimizar a experiênia de pesquisa do tradicional ponto de venda de componentes eletrônicos e peças de computador, os estabelecimentos comerciais trabalham principalmente com produtos de informática, notebooks, elétricos, eletrônicos, assistência técnica, audio e video. Inaugurado em 2010, o site é o maior portal da região.
Com novas tecnologias que facilitam a pesquisa dos visitantes através de categorias, palavras-chave e ruas da região.
Possui telefones, e-mail e sites de todos lojistas a fim de facilitar sua cotações on-line.